# Placówka Straży Celnej „Rudzka Kuźnica”

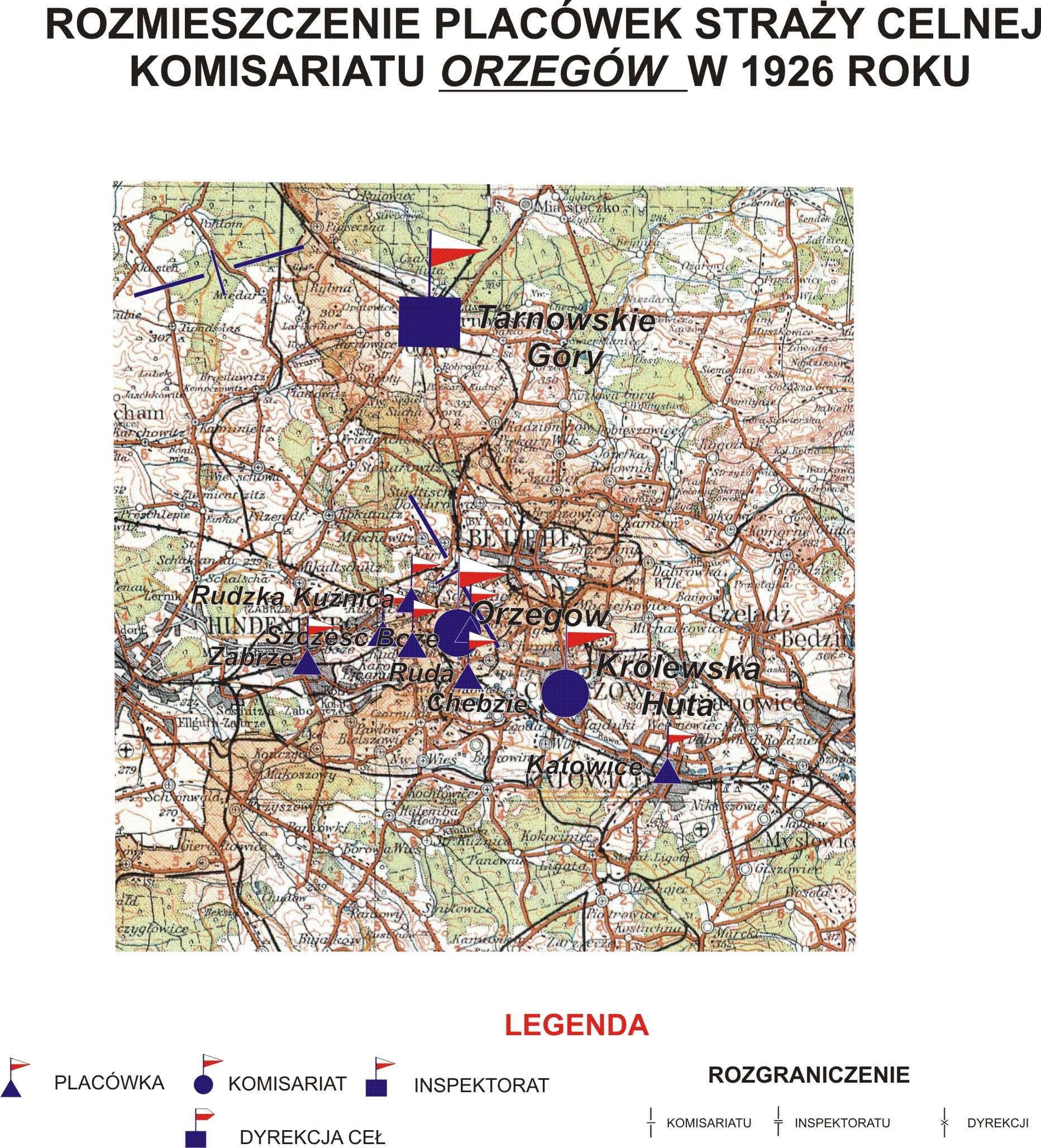
Rozmieszczenie placówek SC Komisariatu Orzegów w 1926

Placówka Straży Celnej „Rudzka Kuźnica” – jednostka organizacyjna Straży Celnej pełniąca w okresie międzywojennym służbę ochronną na granicy polsko-niemieckiej.

## Formowanie i zmiany organizacyjne
Na wniosek Ministerstwa Skarbu, uchwałą z 10 marca 1920 roku, powołano do życia Straż Celną. Od połowy 1921 roku jednostki Straży Celnej rozpoczęły przejmowanie odcinków granicy od pododdziałów Batalionów Celnych. Proces tworzenia Straży Celnej trwał do końca 1922 roku. Placówka Straży Celnej „Rudzka Kuźnica” weszła w podporządkowanie komisariatu Straży Celnej „Orzegów” z Inspektoratu SC „Tarnowskie Góry”.
W drugiej połowie 1927 roku przystąpiono do gruntownej reorganizacji Straży Celnej. W praktyce skutkowało to rozwiązaniem tej formacji granicznej. Ochronę północnej, zachodniej i południowej granicy państwa przejęła powołana z dniem 2 kwietnia 1928 roku Straż Graniczna.
Rozkazem nr 4 z 30 kwietnia 1928 roku w sprawie organizacji Śląskiego Inspektoratu Okręgowego dowódca Straży Granicznej gen. bryg. Stefan Pasławski powołał komisariatu SG „Lipiny”, a rozkazem nr 10 z 5 listopada 1929 roku w sprawie reorganizacji Śląskiego Inspektoratu Okręgowego komendant Straży Granicznej płk Jan Jur-Gorzechowski ustanowił placówkę Straży Granicznej I linii „Rudzka Kuźnica”

## Funkcjonariusze placówki
Kierownicy placówki
| stopień          | imię i nazwisko, numer | okres pełnienia służby | kolejne stanowisko |
| ---------------- | ---------------------- | ---------------------- | ------------------ |
| starszy strażnik | Jan Dąbrowski (166)    | był w 1926             |                    |

Obsada personalna placówki w 1926:
- starszy strażnik Jan Dąbrowski (166)
- strażnik Wilhelm Chrobok (128)
- strażnik Leon Kujawa (428)
- strażnik Jan Skulina (1005)
- strażnik Paweł Szpendel (927)
- strażnik Ludwik Krzyżowski (479)
- strażnik Jan Bugała (81)
- strażnik Alojzy Kołodziej (387)
- strażnik Jan Wagner (1041)
- strażnik Piotr Jarmuszczak (360)
- strażnik Franciszek Musielak (684)
- strażnik Leon Jużek (365)
- strażnik Stanisław Puhacz (785)
- strażnik Jan Krakowczyk (1222)
- strażnik Piotr Pytlacz (820)
- strażnik Ignacy Kaczmarek (435)